# Maść tranowa
Maść tranowa (farm. Unguentum Olei Jecoris Aselli, syn. Unguentum Olei Morrhuae, Unguentum Olei Gadi, maść wątłuszowa) – preparat galenowy do użytku zewnętrznego, sporządzany według przepisu farmakopealnego. W Polsce na stan obecny (2024) skład określa monografia narodowa ujęta w Farmakopei Polskiej XIII 2023. Maść zawiera 40% tranu leczniczego. Dzięki obecności niezbędnych nienasyconych kwasów tłuszczowych (NNKT) oraz znacznych ilości naturalnie występujących w tranie witaminy A oraz witaminy D3, wykazuje działanie regenerujące uszkodzony naskórek. Preparat stosowany tradycyjnie w leczeniu wielu chorób skóry, m.in.: trudno gojących się ran, oparzeń, odmrożeń, odleżyn, łuszczycy, trądziku, ubytków naskórka. Obecnie produkowany przemysłowo w zakładach farmaceutycznych i laboratoriach galenowych. Może być także sporządzany w aptekach, w zakresie receptury aptecznej. Często stanowi także podłoże do innych maści recepturowych (np. z zasadowym węglanem bizmutawym, dermatolem, olejem silikonowym).
Skład:
Oleum Jecoris Aselli 40 cz. (tran leczniczy)
Paraffinum solidum 7 cz. (parafina stała)
Vaselinum album 43 cz. (wazelina biała)
Lanolinum anhydricum 10 cz. (lanolina bezwodna)
Maść tranowa jest mało stabilna fizykochemicznie. Należy ją przechowywać w miejscu chłodnym (5–15 °C).